# Anderson Dawson
Andrew „Anderson” Dawson (ur. 16 lipca 1863 w Rockhampton, zm. 20 lipca 1910 w Brisbane) – australijski polityk, członek Australijskiej Partii Pracy. W 1899 pełnił przez tydzień urząd premiera Queenslandu, przez co w australijskiej historiografii uważany jest za pierwszego socjalistycznego premiera w dziejach tego kraju. Często bywa również uznawany za pierwszego na świecie wywodzącego się z tego obozu szefa rządu o charakterze parlamentarnym.
Pochodził z kolonii Queensland. Jego rodzice zmarli wkrótce po jego narodzinach, przez co wczesne dzieciństwo spędził w sierocińcu. Gdy miał dziewięć lat, opiekę nad nim przejął jego wuj. Pracę zawodową zaczynał jak górnik, zaangażował się też w związki zawodowe. Później był też redaktorem naczelnym lokalnej gazety w Charters Towers. 
W 1893 rozpoczął karierę polityczną, uzyskując mandat w Zgromadzeniu Ustawodawczym Queenslandu. Po krótki epizodzie jako szef rządu kolonii, w 1901, w pierwszych wyborach federalnych, został wybrany członkiem nowo powstałego Senatu Australii. W 1904 wszedł do gabinetu Chrisa Watsona jako minister obrony. W 1906 stracił swój mandat i został zmuszony do przejścia na polityczną emeryturę. Zmarł cztery lata później, w wieku zaledwie 47 lat. 
Od 1949 upamiętnia go okręg wyborczy Dawson, obejmujący północną część wybrzeża stanu Queensland. 